# Jimmy Boeheim
Jimmy Boeheim jr. (DeWitt, 4 maggio 1998) è un cestista statunitense.